# Suspensión (derecho canónico católico)
En el derecho canónico católico, la suspensión es una censura o castigo, por el cual un sacerdote o clérigo es privado, total o parcialmente, del uso del derecho a ordenar o ejercer un cargo , o de cualquier beneficio. Pertenece a la categoría de la censura o de los castigos "medicinales", porque apuntan sobre todo a la enmienda del culpable. 
Una suspensión a divinis es una suspensión que "prohíbe el ejercicio de todo acto del poder de las órdenes que se obtuvo por órdenes sagradas o por privilegio", prevista en el canon 1333 del Código de Derecho Canónico de la Iglesia Católica (establecida en la edición de 1983). La frase latina A Divinis traducida  de modo literal significa “de los [ministerios] divinos”, pero se interpreta y aplica como “lejos de lo divino”.

## Naturaleza de la suspensiónA Divinis
Una de las penas tradicionales de la Iglesia, es la suspensión. Se encuadra entre las censuras, y a diferencia de las otras dos censuras (excomunión y entredicho) esta solo puede imponerse a un clérigo. Se podría definir la suspensión como la pena medicinal o censura (canon 1312) que impide al clérigo el ejercicio ordinario de la potestad de orden. Es por ello que el antiguo derecho denominaba suspensión A divinis a esta pena. 
El Código de Derecho Canónico (canon 1333) ofrece una serie de efectos para este tipo de suspensión, así tenemos que solo puede afectar a los clérigos, y prohíbe todos o algunos de los actos de la potestad de la orden; todos o algunos de los actos de la potestad del régimen; como también el ejercicio de todos o algunos derechos o funciones inherentes a un oficio. Incluso también contempla la ley que se puede establecer que, después de la sentencia condenatoria o declaratoria, no pueda el que ha sufrido suspensión realizar válidamente actos de régimen.
Esta es una pena divisible, debido a que la suspensión puede ser general o especial. En caso de ser impuesta de modo general, prohíbe todos los actos enumerados en el canon 1333. 
La suspensión puede ser infringida como ferendae sententiae o  latae sententiae. Si el clérigo incurre en suspensión latae sententiae, el canon 1334. 2 indica que los efectos son todos los enumerados en el canon 1333. En el caso de que la suspensión sea ferendae sententiae, se debe cumplir con lo que establezca el decreto, con una salvedad: no puede afectar “a los oficios o a la potestad de régimen que no están bajo la potestad del Superior que establece la pena” (canon 1333. 3, 1).
Con esto, el derecho canónico pretende guardar la equidad canónica al establecer, que la suspensión no puede afectar al derecho de habitación que tenga el delincuente por razón de su oficio (cfr. canon 1333. 3, 2). Si la suspensión es latae sententiae, se establece que no afecta a la administración de los bienes que puedan pertenecer al oficio. Esta norma viene a garantizar la seguridad jurídica en el caso de las suspensiones latae sententiae. Nótese, sin embargo, que el delincuente conserva el derecho a administrar los mismos bienes si la suspensión latae sententiae es declarada, puesto que el tenor literal del canon 1333. 3, 3 no hace ninguna distinción o alusión alguna sobre este supuesto.
La suspensión se aplica explícitamente al clérigo cuando se utiliza la fuerza física contra un obispo (canon 1370) (latae sententiae); cuando no es un sacerdote ordenado, y muestra intentos de celebrar la eucaristía (canon 1378) (latae sententiae); el clérigo no puede dar la absolución sacramental válida, ni mostrar intentos de hacerlo, ni escuchar una confesión (canon 1378).
Además, se sabe que de acuerdo con el canon 1335, la prohibición de administrar sacramentos o sacramentales queda suspendida cuantas veces sea necesario para atender a los fieles en peligro de muerte. También si la censura latae sententiae no ha sido declarada, se suspende la prohibición cuantas veces un fiel pide un sacramento o sacramental o un acto de régimen; y es lícito pedirlos por cualquier causa justa. Naturalmente esto no excusa al clérigo que ha incurrido en suspensión de procurar la cesación de esta censura cuanto antes.

## Algunas suspensiones famosas
En 1861 el padre Giacomo Marruecos desde Poirino fue suspendido A divinis por haber dado la absolución a  Camillo Benso di Cavour, y le dio la comunión y la extremaunción, a pesar de la excomunión que pesaba sobre él.
En 1907 Romolo Murri fue suspendido a divinis por el Papa Pío X por haber teorizado la separación entre Iglesia y Estado.
La Arquidiócesis de Milán entregó a Luigi Maria Verzé "la prohibición de ejercer el ministerio sagrado", 26 de agosto de 1964.
En 1976 el Papa Pablo VI suspendió a divinis al obispo Marcel Lefebvre, por negarse a aplicar ciertas disposiciones del Concilio Vaticano II. 
Don Olindo Del Donno fue suspendido a divinis 1976 a 1992, como miembro de la cámara elegida del MSI.
El Papa Juan Pablo II suspendió a divinis al padre y poeta trapense de Solentiname Ernesto Cardenal de Nicaragua en el año 1984. En 2019, Ernesto Cardenal fue indultado por el Papa Francisco.
En 1985, el cardenal Giuseppe Siri suspende a Don Gianni Baget Bozzo, quien un año antes había  sido elegido europarlamentario por el Partido Socialista Italiano. La suspensión se puso en 1994 al término de su segundo mandato en el parlamento.
En 2006 el Papa Benedicto XVI El Vaticano resolvió que Marcial Maciel el religioso mexicano creador de la gran Orden de los Legionarios de Cristo es culpable de abuso sexual contra menores. Ante ello, la Congregación para la Doctrina de la Fe le aplicó, en abril pasado, la máxima suspensión canónica a divinis, con lo cual se le impide realizar funciones sacerdotales en público. En pocas palabras, lo reduce a laico, y con esto cierra el caso en su contra.
En 2017, El obispo de Padua, monseñor Claudio Cipolla, suspende al sacerdote Andrea Contin, de 49 años, acusado de organizar orgías en la casa parroquial.